# 아프라시압 궁전 벽화

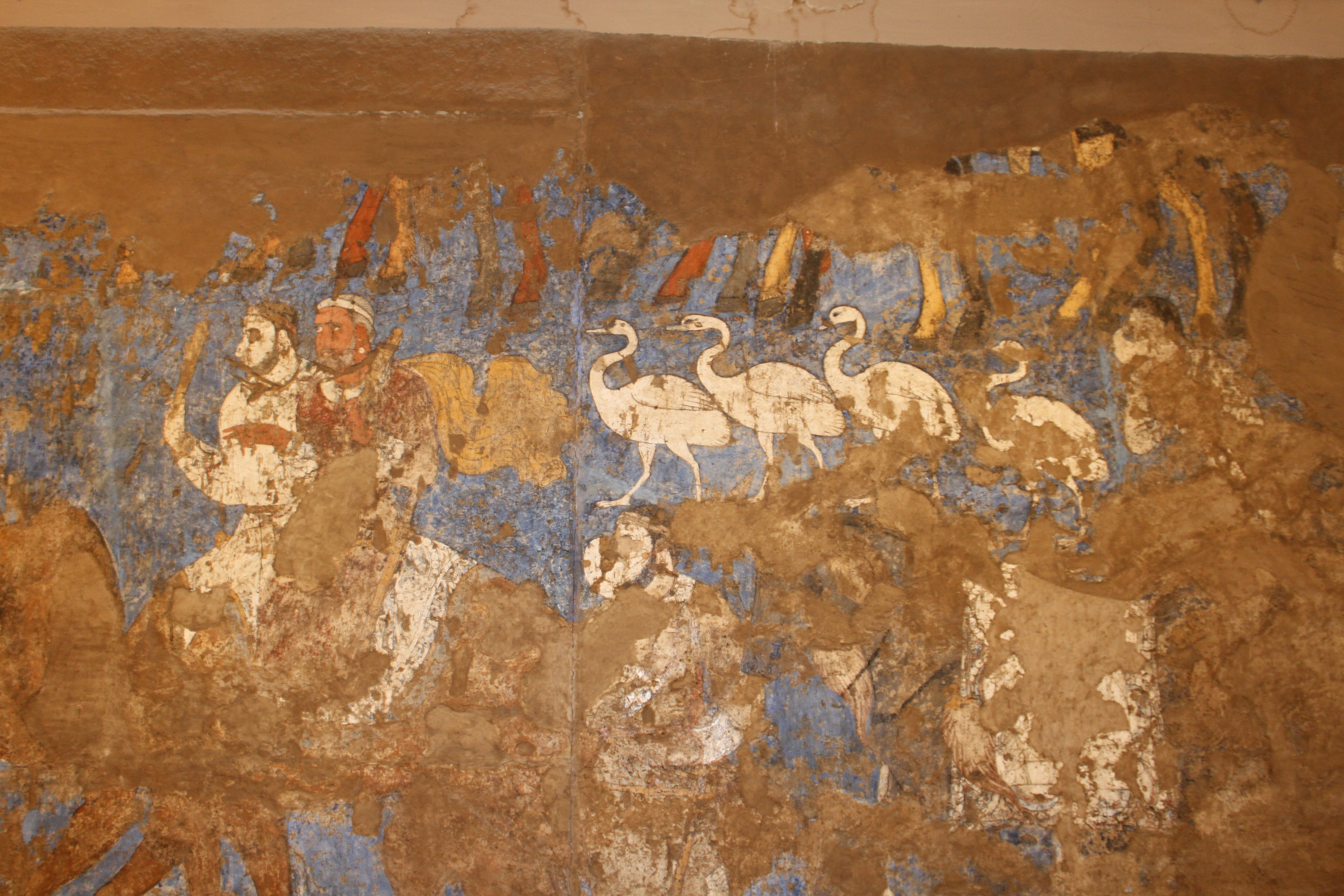

아프라시압 궁전 벽화(Afrasiab Painting)는 1965년에 우즈베키스탄의 옛 사마르칸트 지역에서 발굴된 스키타이-소그드의 대표적인 예술 유적이다. 7세기 중반에 완성되었다고 추정되고 있다. 대한민국에서는 서쪽 벽화의 중앙 부분에서 고구려 사신들이 발견되어 화제가 되었다.

## 벽화의 내용
사마르칸트 일대는 예전부터 실크로드 중개무역을 통해 동서양 문명 교류에서 핵심적인 역할을 담당했던 지역이라, 벽화에 그려진 차가니안등 각국에서 온 외교 사신들을 통해 당시의 외교상황을 알아낼 수 있는 중요한 유적이기도 하다. 젤 중요한 것으로 여겨진 서벽에는 고대 한국인의 사신들을 중심적으로 보이고 있다.

## 고구려 사신
벽화 속에선 고구려인 두 명이 확인돼 국내 학계의 관심을 끌었다. 고구려 특유의 복식인 조우관(鳥羽冠, 새의 깃으로 장식한 모자)을 쓰고 환두대도(環頭大刀, 둥근 고리가 달린 큰 칼)를 찬 모습이었다.
권영필 교수는 벽화에 그려져 있는 고구려 사신들은 적대국이며 경쟁국이였던 당나라를 견제하며 대항하기 위해 연개소문이 보낸 사신들일 가능성이 높다고 주장한다.